# کازنییوو
کازنییوو (به چکی: Kaznějov) یک منطقهٔ مسکونی و شهرستان دارای شهرک سابقاً روستا در جمهوری چک است که در ناحیه پلزن-شمالی واقع شده‌است. کازنییوو ۳٬۱۱۵ نفر جمعیت دارد.